# Jane Williams
Vous lisez un « bon article » labellisé en 2023.
Pour les articles homonymes, voir Williams.
Jane Williams, née Jane Cleveland, est une personnalité britannique née le 21 janvier 1798 à Londres et morte le 8 novembre 1884 dans la même ville. 
Elle est surtout connue pour sa relation particulière avec le poète romantique Percy Bysshe Shelley, qui fait d'elle sa muse. Élevée en Inde puis en Angleterre, elle épouse John Edward Johnson, officier de la Royal Navy, et s'installe à Londres. Leur mariage ne dure guère et Jane Williams s'éprend d'un autre officier, Edward Ellerker Williams, avec qui elle part vivre en Italie. Le couple y fait la connaissance du poète Percy Bysshe Shelley et de sa femme, la nouvelliste Mary Shelley. S'étant épris de Jane Williams, Percy Bysshe Shelley s'inspire d'elle pour rédiger plusieurs poèmes enflammés. Quelques mois après la mort du poète avec Edward Ellerker Williams dans un naufrage, Jane Williams rencontre un ami proche de Percy Bysshe Shelley, Thomas Jefferson Hogg, avec qui elle a plus tard deux enfants. Jane Williams passe le reste de sa vie comme femme au foyer à Londres, où elle meurt le 8 novembre 1884 à 86 ans.

## Enfance et jeunesse
Jane Williams naît à Marylebone, à Londres, au sein de la riche famille Cleveland, possédant une vaste bibliothèque. Son père, John Cleveland, meurt peu de temps après sa naissance, et sa mère, qui l'a mise au monde à presque quarante ans, dilapide rapidement une grande partie de la fortune familiale,.
Durant son enfance, qu'elle passe en partie en Inde, Jane Williams s'initie au chant, à la  harpe, à la guitare et au piano. Elle bénéficie d'une rente annuelle de 30 livres sterling au milieu de son adolescence. Dès sa jeunesse, elle est constamment entourée d'officiers militaires, notamment son frère John Wheeler Cleveland, qui fait carrière dans les Forces armées britanniques et parvient à se hisser au grade de général. S'étant imprégnée de la culture indienne et ayant appris l'hindoustani durant son séjour en Inde, Jane Williams incorpore souvent des airs de musique indienne dans ses modestes compositions,,.

## Mariage avec John Edward Johnson
De retour à Londres, elle fait la connaissance de John Edward Johnson, capitaine d'un indiaman, dont elle tombe amoureuse. Ils se marient à l'église St Pancras Old Church en 1814. Le métier de John Edward Johnson leur permet d'avoir une situation financière confortable, mais le couple ne dure pas longtemps, en raison des déplacements fréquents et des comportements abusifs de Johnson,,. Jane Williams déclare plus tard que ce mariage lui a infligé des « séquelles irréparables »,.

## Relation avec Edward Ellerker Williams

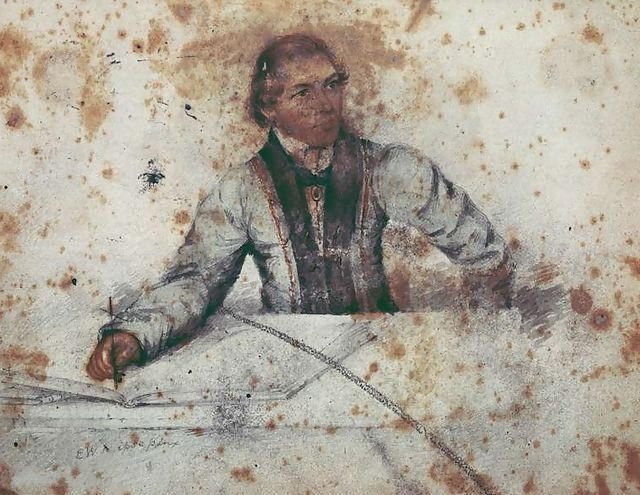
Autoportrait d'Edward Ellerker Williams.

### Début de relation
Après le départ en voyage de John Edward Johnson en mai 1817, Jane Williams rencontre Edward Ellerker Williams, officier diplômé du Collège d'Eton ayant servi dans la Royal Navy et devenu lieutenant dans le 8th King's Royal Irish Hussars,. Jane Williams s'attache très vite à l'officier avec qui elle passe de plus en plus de temps. Ils décident d'emménager ensemble pour vivre en couple, Jane bien que toujours mariée à Johnson allant jusqu'à adopter pour elle-même le patronyme d'Edward : elle souhaite ainsi désormais être appelée « Mme Williams ». Grâce à l'héritage légué par son père, qui est historien militaire et un descendant d'Oliver Cromwell, Edward Williams mène avec Jane un train de vie aisé,. Leur relation soulève cependant l'indignation des membres de leurs familles respectives, notamment le frère de Jane et la belle-mère d'Edward qui qualifient cette relation d'« illégale ». Plus tard toutefois, le frère de Jane Williams présente au couple des excuses, et juge même le mari légal de Jane, John Edward Johnson, comme un « vil individu »,. Déterminée à s'engager dans une nouvelle aventure, Jane Williams envoie à son mari une lettre de rupture, mais Edward Johnson réagit violemment. S'ensuit alors une correspondance imprégnée d'insultes et de colère. À son retour à Londres à la fin de l'année 1818 cependant, Johnson ne mène aucune tentative pour se réconcilier avec Jane Williams.

### Rencontre avec Thomas Medwin
En 1819, Jane et Edward Williams font la connaissance de Thomas Medwin, qui leur narre ses voyages en Europe. En septembre de la même année, le couple décide de quitter Londres pour se rendre à Genève et s'installe dans une petite maison recommandée par Medwin,. À ce moment-là, Jane Williams est déjà enceinte de quatre mois. En février 1820, elle donne naissance à son premier fils, Edward Medwin Williams, et, dès l'été de la même année, elle est de nouveau enceinte. Thomas Medwin quitte Genève en septembre 1820 pour rendre visite à son cousin Percy Bysshe Shelley, à Pise. Jane et Edward voyagent quant à eux en France pendant plusieurs mois, avant de rejoindre Medwin et les Shelley en janvier 1821,,.

### Séjour en Italie
À leur arrivée en Italie, qu'ils trouvent paisible et agréable, Jane et Edward Williams rencontrent Percy Bysshe Shelley et sa femme Mary Shelley. Les deux couples s'entendent très bien et deviennent vite amis proches. Ils dînent ensemble et organisent des promenades pendant leur temps libre. Edward Williams et Percy Bysshe Shelley aiment naviguer à bord de l'Ariel, petit voilier qu'ils ont construit ensemble, en dépit des protestations de leurs femmes qui trouvent cette activité assez dangereuse,,. C'est durant cette période de gaieté que naît le deuxième enfant de Jane et Edward Williams, une fille nommée Jane Rosalind, en mars 1821,. Percy Bysshe Shelley lit souvent ses poèmes à Edward Williams, qui est très impressionné par la qualité des vers. Le poète l'encourage également à s'initier à la poésie.
Cet été-là, les deux couples séjournent dans une maison d'été dans le nord de l'Italie. Ils retournent à Pise en novembre et rencontrent Lord Byron, récemment arrivé dans la ville. Par la suite, ils cohabitent dans une maison située à l'écart de la ville, près de Lerici, où ils reçoivent la visite d'Edward John Trelawny au début de l'année 1822,. La petite assemblée passe des jours heureux, même si la taille réduite de la maison engendre parfois des disputes parmi les domestiques,.

## La muse de Percy Bysshe Shelley

### L'éveil des sentiments
À la suite d'une fausse couche en juin 1822, Mary Shelley devient dépressive et très irritable,. Dès lors, sa vie de couple ne cesse de se détériorer, d'autant plus que Percy Shelley commence à ce moment à développer des sentiments profonds pour Jane Williams, qu'il considère comme une femme au foyer modèle,. Il est particulièrement séduit par les dons musicaux de Jane qui, selon lui, est l'incarnation de la femme idéale. Il pense avoir trouvé en elle toutes les qualités qu'il a toujours recherchées chez une femme,. Cette attirance est d'autant plus ardente que les deux couples vivent à proximité l'un de l'autre. Bien que flattée par tant d'admiration, Jane Williams préfère prendre ses distances vis-à-vis du poète, par crainte d'éveiller des soupçons d'infidélité de la part de son conjoint,.

### Les poèmes

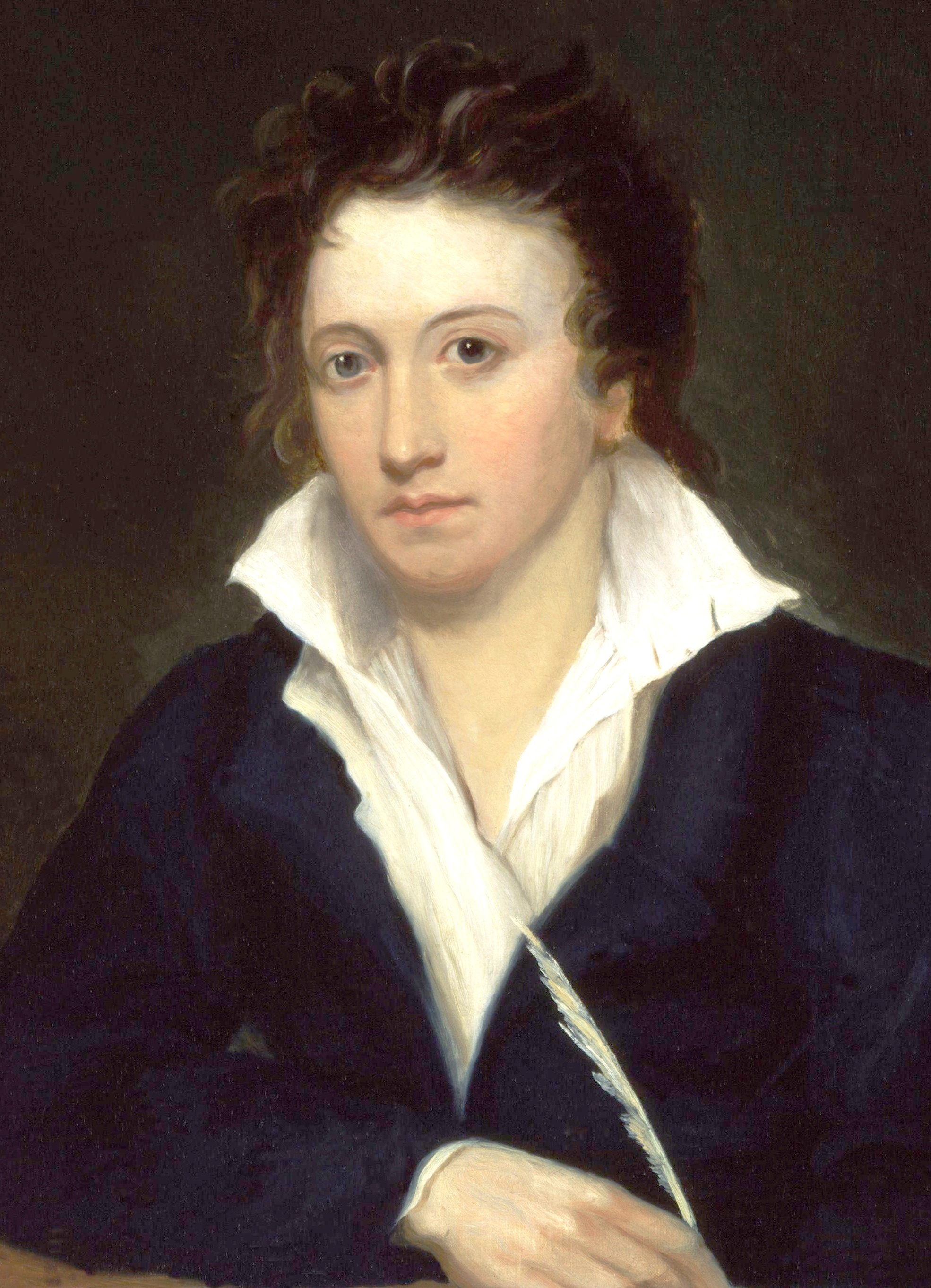
Portrait de Percy Bysshe Shelley, par Alfred Clint.

Durant cette période, Percy Shelley écrit onze poèmes à l'intention de Jane Williams. Elle est devenue sa seule source d'inspiration dans la composition de ses derniers vers, à quelques semaines de sa mort tragique. Edward Williams, lui, n'est pas gêné par la situation et il est même fier que sa femme puisse être la source d'inspiration d'un poète aussi « brillant », selon ses propres dires,,. En outre, certains biographes de Percy Shelley soutiennent que les sentiments du poète pour Jane étaient strictement platoniques, alors que des analyses effectuées par des spécialistes en poésie romantique ont permis de révéler des signes de frustration sexuelle dans les poèmes rédigés par Percy Bysshe Shelley au cours de cette période,,.
Percy Bysshe Shelley a toujours été fasciné par les chanteuses et les musiciennes. Il se délecte particulièrement de la voix mélodieuse de Jane Williams qui, selon les commentaires littéraires, exerce sur lui un effet presque hypnotique. Outre le chant, Jane Williams maîtrise la flûte, la harpe et la guitare,. Pour lui faire plaisir, Percy Shelley lui fait cadeau d'une guitare, accompagnée d'un poème intitulé With a guitar, to Jane, dans lequel il attribue à la voix de sa muse la capacité surnaturelle d'agir sur la conscience,. Jane Williams joue souvent avec cette guitare, qu'elle garde précieusement tout au long de sa vie. Plus tard, Percy Shelley lui offre un flageolet et veut même lui offrir une harpe, mais le prix élevé de l'instrument le dissuade d'en faire l'achat.
Ne voulant pas éveiller les soupçons d'Edward Williams, Percy Shelley a tenté de dissimuler ses sentiments dans ses poèmes, car il sait que la jeune femme a l'habitude de les lire avec son conjoint,. Cependant, sa flamme transparaît dans certains, comme The Serpent is shut out from Paradise. Aveuglé par son admiration pour le poète, Edward n'a à aucun moment montré des signes de jalousie, acceptant même de lire lui-même quelques-uns de ces poèmes à sa femme. Percy Shelley parvient quant à lui à cacher à sa femme les poèmes et sa passion pour Jane Williams. Cette dernière garde précieusement les manuscrits des poèmes, avant de les montrer plus tard à Thomas Medwin, puis à Edward John Trelawny, qui décide de chercher un éditeur pour les publier.

### Décès tragique de Percy Bysshe Shelley

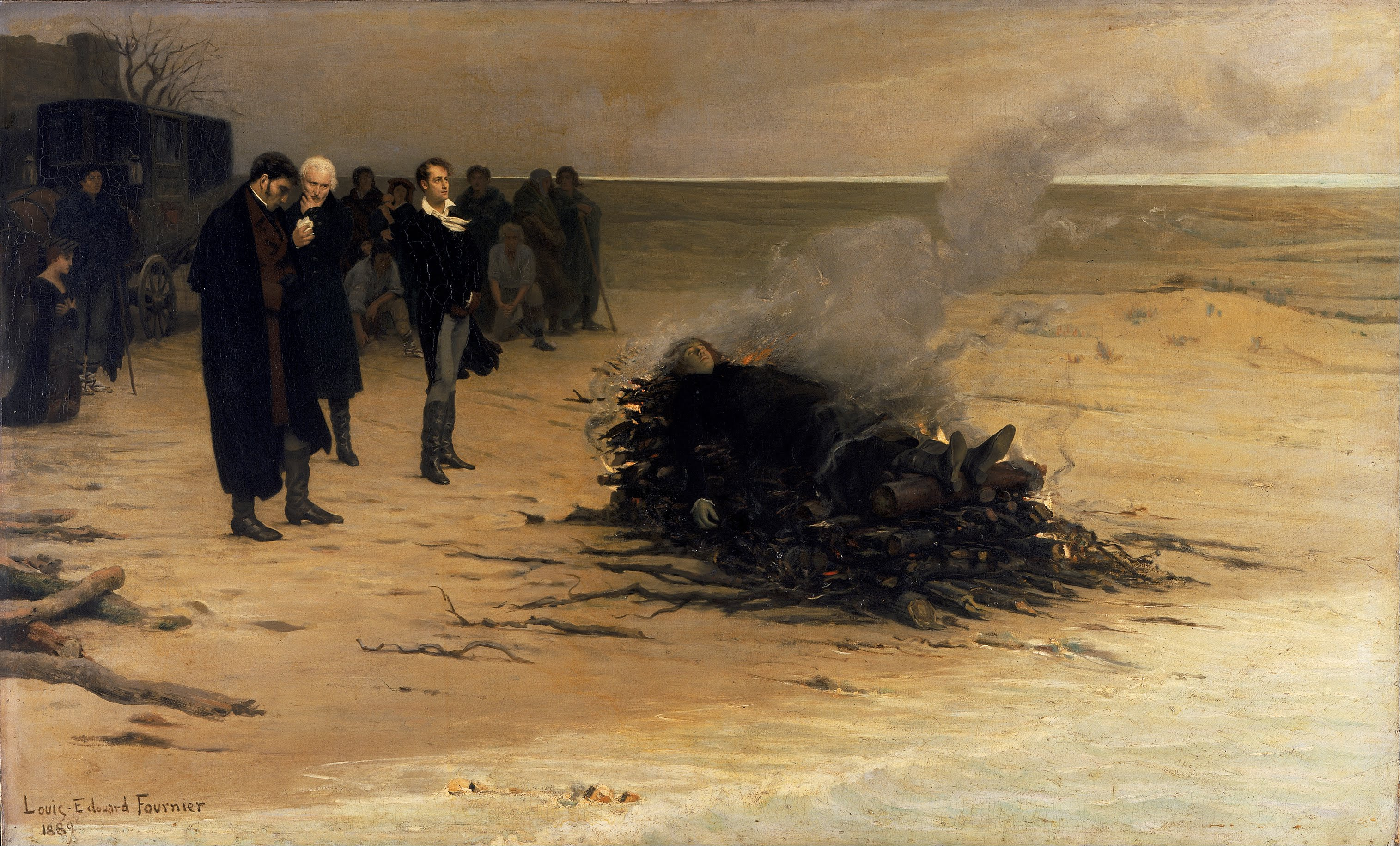
Les funérailles de Shelley, par Louis Édouard Fournier (1889).

En juillet 1822, Edward Williams et Percy Shelley, accompagnés d'un jeune mousse, périssent dans le naufrage de leur voilier, l'Ariel, alors qu'ils tentent de traverser le golfe de Livourne pour rejoindre Lerici. Peu de temps avant le drame, Jane Williams fait un rêve prémonitoire, où elle voit à travers une fenêtre un énorme flot d'eau engloutir ce qu'elle pense être le fantôme de Percy Bysshe Shelley. Jane et Mary retournent à Pise pour les funérailles de leurs conjoints et les corps sont incinérés en août 1822. Après la crémation de Percy Bysshe Shelley, Jane Williams doit régler un différend entre Mary Shelley et Leigh Hunt, à propos des restes non brûlés du cœur du poète. Après l'incinération, en effet, Hunt a pris le cœur sur le bûcher de Percy Shelley, suscitant la colère de Mary qui veut elle aussi s'en emparer. Jane Williams parvient cependant à convaincre Leigh Hunt de rendre le cœur à Mary Shelley,. Les deux veuves séjournent brièvement à Albaro, avant de se rendre à Gênes.

## Retour en Angleterre
En septembre 1822, Jane Williams retourne en Angleterre avec les cendres d'Edward Williams,,. Elle demeure avec sa mère et rend souvent visite à un musicien, Vincent Novello et sa famille. Le musicien apprécie beaucoup la compagnie de Jane Williams, notamment à cause de ses dons musicaux,. Lorsqu'elle est informée du retour de Jane Williams en Angleterre, la belle-mère d'Edward Williams tente de s'emparer des cendres de son beau-fils, en vain,.

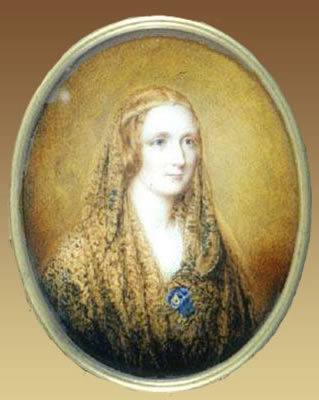
Portrait de Mary Shelley, par Reginald Easton.

Supportant mal le climat britannique, Jane Williams songe un temps à retourner en Italie, mais elle reste finalement en Angleterre, qu'elle qualifie pourtant de « pays ignoble »,,. Elle se dit veuve, bien que John Edward Johnson, son mari légitime, soit encore en vie et demeure dans la même ville qu'elle. Durant le séjour de Jane Williams en Italie, John Edward Johnson se déclarait également veuf afin de faciliter sa recherche d'une nouvelle épouse.
De retour en Angleterre vers la fin de l'année 1823, Mary Shelley reste en bons termes avec Jane Williams. Les deux femmes vivent dans le même quartier, à Kentish Town,,,. Après la mort de son mari, Mary Shelley commence à éprouver un sentiment amoureux très profond à l'égard de Jane Williams,. Selon l'écrivaine Catherine Redford, elle montre et explore cet amour à travers la relation entre les personnages de Lionel et Idris, de son roman Le Dernier Homme.

## Union avec Thomas Jefferson Hogg

### Rencontre
Peu de temps après son retour en Angleterre, Jane Williams rencontre le barrister Thomas Jefferson Hogg, ami de longue date de Percy Bysshe Shelley, après que Mary Shelley lui a suggéré de le consulter au sujet de la succession d'Edward Williams. Thomas Jefferson Hogg est tout de suite séduit par Jane Williams dès leur première rencontre et, au début de l'année 1823, ils commencent à passer régulièrement du temps ensemble. En raison des travaux qui y sont effectués, Jane Williams quitte la maison de sa mère, en mars 1823, pour s'installer dans sa propre demeure. Cela permet à Thomas Jefferson Hogg de lui rendre visite plus librement. Au début de l'automne de l'année 1823, cependant, Hogg part dans le nord de l'Angleterre pour affaires,,.

### Relation de concubinage
Après la mort de son père à la fin de l'année 1823, Thomas Jefferson Hogg fait librement la cour à Jane Williams. Son père l'a en effet menacé de le déshériter en cas de relation intime avec Jane, qui est encore l'épouse légitime de John Edward Johnson. Avant d'accepter les avances de Hogg, Jane Williams exige qu'il fasse un voyage à travers l'Europe, afin de « découvrir les usages du monde ». Thomas Jefferson Hogg quitte donc l'Angleterre en août 1825 et revient à Londres neuf mois plus tard. Jane Williams emménage chez lui en avril 1827 et tombe enceinte peu de temps après. Personne à Londres ne sait qu'ils vivent en concubinage, hormis la famille de Hogg et quelques-uns de leurs amis proches. Mary Shelley approuve vivement cette union. 

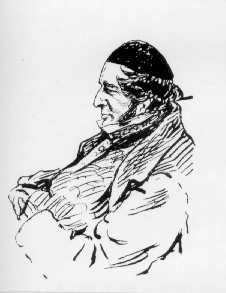
Thomas Jefferson Hogg, croquis de 1857.

En novembre 1827, Jane Williams donne naissance à une fille, Mary Prudentia Hogg, au terme d'une grossesse difficile. La petite fille meurt à l'âge de deux ans, en mai 1829. Plus tard, Mary Shelley apprend que Jane Williams avait divulgué à ses proches l'obsession de Percy Bysshe Shelley à son égard. Bien que blessée par cette révélation, Mary Shelley accepte d'être la marraine de la deuxième fille de Jane et Thomas Jefferson Hogg, Prudentia Sarah Jefferson Hogg.
Informé de la relation entre Jane Williams et Hogg en 1838, John Edward Johnson, le mari légal de Jane, tente de la faire chanter en publiant les détails de son état civil dans le journal The Satirist, fondé par Barnard Gregory. Cependant, il se trompe sur l'identité de son « rival », accusant donc à tort James Hogg, un membre du Parlement du Royaume-Uni, d'être l'amant de sa « femme ». Après que James Hogg s'est préparé à intenter une action en justice pour diffamation, Johnson disparaît rapidement. Un journaliste envisage de publier l'identité correcte de la personne impliquée, à la demande de Mary Shelley, mais Leigh Hunt la convainc de ne pas mettre de l'huile sur le feu en publiant cette histoire. Après la mort de Johnson à Hammersmith en 1840, l'affaire est définitivement classée. Jane Williams refuse de se marier légalement avec Hogg, bien qu'officiellement veuve, afin de ne pas attirer l'attention sur sa longue relation de concubinage . 
Jane Rosalind, la fille d’Edward Williams et de Jane Williams, surnommée affectueusement « Dina », tombe amoureuse d'Henry, fils de Leigh Hunt. Jane Williams désapprouve vivement cette relation et tente de séparer le couple en envoyant Jane Rosalind vivre avec sa vieille amie Claire Clairmont en France. Cette dernière, cependant, prend le parti de la jeune fille et la renvoie en Angleterre auprès d'Henry. Par la suite, Jane Williams donne sa bénédiction et les deux amoureux officialisent leur union en 1842. La désapprobation de Jane Williams à l'égard de cette relation a profondément offensé Leigh Hunt et sa famille.
Après la mort de son père, Thomas Jefferson Hogg envisage d'emménager dans sa maison familiale au nord de Londres, mais l'ampleur des dépenses qu'impliquerait l'entretien d'une si grande maison l'en dissuade. Jane Williams rend souvent visite à ses amis et pratique le jardinage avec son conjoint. La famille mène une vie tranquille et stable, marquée cependant par quelques soucis financiers,.

## Période de veuvage et décès
Thomas Jefferson Hogg meurt en 1862. Il lègue la majeure partie de ses biens à sa fille Prudentia, mais Jane Williams est également incluse dans le testament,.
Grâce aux poèmes de Percy Bysshe Shelley, Jane Williams suscite l'intérêt des admirateurs et biographes du poète, dont George Eliot et William Michael Rossetti. Quelques années avant la mort de Hogg, Harry Cleveland, un neveu de Jane, vient vivre avec eux après avoir été renvoyé de l'armée. Harry s'entend bien avec sa tante qui, plus tard, l'autorise peu à peu à diriger la maison à mesure qu'elle vieillit,,. Durant les dernières années de sa vie, Jane Williams passe la majeure partie de ses journées à lire des romans et à jouer de la musique. Elle aime également passer du temps avec la fille de Harry et avec ses petits-enfants,. Parfois, durant cette période, elle inscrit dans les formulaires de recensement une fausse date de naissance, afin de se rajeunir. Elle subit peu de temps avant sa mort un accident vasculaire cérébral qui la laisse sourde et alitée. Jane Williams meurt le 8 novembre 1884. Elle est enterrée avec les cendres d'Edward Ellerker Williams, auprès de Thomas Jefferson Hogg dans le cimetière de Kensal Green,,.